# Bechhofen (Abenberg)

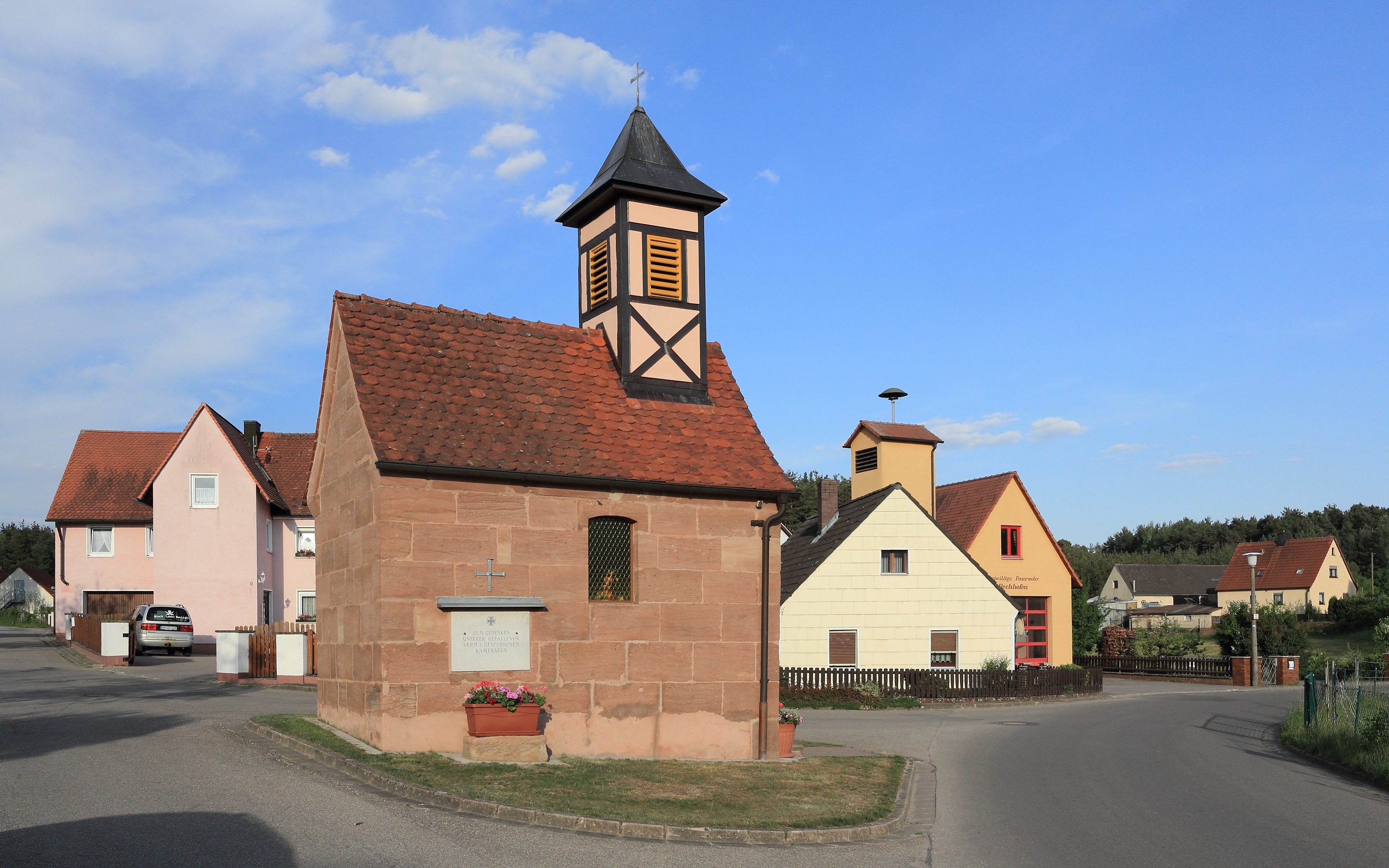
Ortsdurchfahrt mit Kapelle

Bechhofen (fränkisch: Bächuhfm) ist ein Gemeindeteil der Stadt Abenberg im Landkreis Roth (Mittelfranken, Bayern). Bechhofen liegt in der Gemarkung Aurau.

## Geografie
Das Dorf liegt am Hirtenbach, einem rechten Zufluss der Aurach. In seinem weiteren Verlauf Richtung Osten speist er mehrere fischwirtschaftlich genutzter Weiher. Im Osten grenzt das Waldgebiet Holzteiche an, darin befindet sich eine Sandgrube, in der durch Grundwasseransammlung zwei größere Teiche entstanden sind. Im Südwesten gibt es einen Golfplatz, dahinter liegt das Waldgebiet Kässchlag.
Eine Gemeindeverbindungsstraße führt über Louisenau nach Kleinabenberg zur Staatsstraße 2224 (2 km südlich) bzw. zur Kreisstraße RH 4 bei Neumühle (1 km nordwestlich). Eine weitere Gemeindeverbindungsstraße führt ebenfalls zur RH 4 (1 km westlich).

## Geschichte
Bechhofen unterstand ursprünglich der Burggrafschaft Nürnberg. 1296 kaufte der Eichstätter Bischof Reinboto von Meilenhart Abenberg samt Zugehörungen, wozu auch Bechhofen zählte, für 4000 Pfund Heller von der Burggrafschaft ab. Der Ort wurde um 1300 als „Pechhoue“ im Salbuch des Hochstifts Eichstätt erstmals urkundlich erwähnt. Wie bei allen Orten, die Bechhofen heißen, leitet sich auch hier der Name von Pechofen ab. Es gab zu dieser Zeit 8 Anwesen: 1 Meierhof, 1 Hube und 5 Lehen gehörten zum Pflegamt Abenberg, 1 Gütlein dem Spital Schwabach. Bechhofen war Anfangs- und Endpunkt der sogenannten Fraischsteingrenze zwischen dem eichstättischen Pflegamt Abenberg und dem Territorium des Markgrafen von Ansbach (ursprünglich 89 Grenzsteine).
1671 gab es 11 Anwesen, von denen 10 dem Pflegamt Abenberg und 1 dem Spital Schwabach unterstanden. Das Hochgericht übte das eichstättische Pflegamt Abenberg aus.
Gegen Ende des 18. Jahrhunderts gab es in Bechhofen weiterhin 11 Anwesen und ein Gemeindehirtenhaus. Das Hochgericht und die Dorf- und Gemeindeherrschaft übte das Pflegamt Abenberg aus. Grundherren waren das Kastenamt Abenberg (2 Ganzhöfe, 1 Dreiviertelhof, 2 Halbhöfe, 3 Köblergüter, 2 Gütlein) und das brandenburg-ansbachische Spital Schwabach (1 Köblergut). 1799 gab es ebenfalls 11 Anwesen.
Im Rahmen des Gemeindeedikts wurde 1808 Bechhofen dem Steuerdistrikt Asbach und der 1811 gegründeten Ruralgemeinde Aurau zugeordnet. Am 1. Juli 1972 wurde Bechhofen im Zuge der Gebietsreform in Bayern nach Abenberg eingegliedert.

### Baudenkmäler
- Aurauer Weg 1: Kleinbauernhaus aus dem 18./19. Jahrhundert.[14]
- Hirtenbachstr. 1: Katholische Ortskapelle[14]
- Bildsäule[14]

### Einwohnerentwicklung
| Jahr      | 001818 | 001840 | 001861 | 001871 | 001885 | 001900 | 001925 | 001950 | 001961 | 001970 | 001987 |
| Einwohner | 67     | 67     | 116    | 101    | 106    | 86     | 114    | 128    | 183    | 208    | 230    |
| Häuser    | 12     | 14     |        |        | 21     | 21     | 21     | 22     | 38     |        | 65     |
| Quelle    | [ 16 ] | [ 17 ] | [ 18 ] | [ 19 ] | [ 20 ] | [ 21 ] | [ 22 ] | [ 23 ] | [ 24 ] | [ 25 ] | [ 26 ] |

## Religion
Der Ort ist römisch-katholisch geprägt und bis heute nach St. Jakobus (Abenberg) gepfarrt. Die Einwohner evangelisch-lutherischer Konfession sind nach St. Georg (Kammerstein) gepfarrt.